# Rivière du Cran Cassé
La rivière du Cran Cassé est un affluent de la rivière Savane, coulant dans le territoire non organisé de Mont-Valin, dans la municipalité régionale de comté (MRC) de Fjord-du-Saguenay, dans la région administrative de Saguenay–Lac-Saint-Jean, dans la province de Québec, au Canada. Cette rivière est située à la limite Ouest du territoire non organisé du Mont-Valin et dans la partie Nord de la MRC du Fjord-du-Saguenay,,.
La foresterie constitue la principale activité économique du secteur ; les activités récréotouristiques sont accessoires considérant l’éloignement géographique et le manque de routes d’accès.
La surface de la « rivière du Cran Cassé » est habituellement gelée de la fin novembre au début avril, toutefois la circulation sécuritaire sur la glace se fait généralement de la mi-décembre à la fin mars.

## Géographie
Les principaux bassins versants voisins de la rivière du Cran Cassé sont :
- côté Nord : rivière aux Outardes, lac aux Deux Décharges, rivière Boivin, rivière Savane, rivière Péribonka Est, rivière Péribonka ;
- côté Est : lac du Castor Noir, Lac Boivin, lac Pambrun, lac Plétipi, rivière Falconio, rivière des Montagnes Blanches, rivière aux Outardes, rivière Desgouttes ;
- côté Sud : rivière Lerole, lac Piacouadie, rivière Savane, rivière Péribonka, rivière à Michel, rivière des Montagnes Blanches ;
- côté Ouest : rivière Épervanche, rivière Savane, rivière Péribonka Est, rivière Péribonka[2].

La rivière du Cran Cassé prend sa source à l’embouchure du lac aux Deux Décharges (superficie : 9 km2 ; longueur : 9,0 km ; altitude : 742 m) dans le territoire non organisé de Mont-Valin. Ce lac comporte deux émissaires : rivière Boivin (côté Nord) et la rivière du Cran Cassé (côté Sud). L’embouchure de ce lac est située au Sud, à :
- 9,4 km à l’Est du cours de la rivière Savane ;
- 19,4 km au Sud-Ouest du lac de tête de la rivière aux Outardes ;
- 36,1 km au Nord-Est du lac Courtois ;
- 22,5 km au Nord de l’embouchure de la « rivière du Cran Cassé » (confluence avec la rivière Savane) ;
- 18,8 km à l’Est du cours de la rivière Péribonka Est ;
- 65,1 km au Nord-Est du lac Natipi ;
- 98,8 km au Nord de l’embouchure de la rivière Savane (confluence avec la rivière Péribonka)[2],[5].

À partir de sa source (lac aux Deux Décharges), la « rivière du Cran Cassé » coule sur 34,4 km sur un dénivelé de 139 m entièrement en zone forestière, selon les segments suivants :
- 1,3 km vers le Sud avec un dénivelé de 25 m, jusqu’à la rive Nord du lac du Cran Cassé ;
- 4,8 km en traversant le lac du Cran Cassé (longueur : 10,5 km ; altitude : 663 m) jusqu’à son embouchure ;
- 9,0 km vers le Sud, notamment en traversant sur 2,8 km un lac non identifié (longueur : 4,2 m ; altitude : 647 km), jusqu’à son embouchure ;
- 9,3 km vers le Sud-Ouest, notamment en traversant le lac Courtot (longueur : 3,1 m ; altitude : 631 km), jusqu’à son embouchure. Note : Ce lac reçoit du côté Nord deux décharges de lacs ;
- 6,0 km vers le Sud, puis bifurquant vers l’Est, en traversant le lac Autin (longueur : 5,6 m ; altitude : 630 km) sur sa pleine longueur, jusqu’à son embouchure ;
- 4,0 km vers le Sud, puis vers le Sud-Est en traversant un lac non identifié (longueur : 2,8 m ; altitude : 614 km) sur sa pleine longueur, jusqu’à son embouchure[2].

La rivière du Cran Cassé se déverse sur la rive gauche de la rivière Savane. Cette embouchure est située :
- 6,4 km au Nord de l’embouchure de la rivière Lerole (confluence avec la rivière Savane) ;
- 14,3 km au Nord-Est du lac Courtois ;
- 20,6 km à l’Ouest du cours de la rivière des Montagnes Blanches ;
- 26,4 km à l’Est du cours de la rivière Péribonka (à l’embouchure de la rivière Péribonka Est) ;
- 40,4 km au Nord-Est d’une baie de la rive Nord du lac Natipi ;
- 72,7 km au Nord de l’embouchure de la rivière Savane (confluence avec la rivière Savane) ;
- 115,1 km au Nord de l’embouchure du lac Onistagane lequel est traversé par la rivière Péribonka ;
- 203,6 km au Nord-Ouest de l’embouchure du lac Péribonka ;
- 340 km au Nord de l’embouchure de la rivière Péribonka (confluence avec le lac Saint-Jean)[2].

À partir de l’embouchure de la rivière du Cran Cassé, le courant descend le cours de la rivière Savane sur 83,3 km vers le Sud, le cours de la rivière Péribonka sur 436,3 km vers le Sud, traverse le lac Saint-Jean sur 29,3 km vers l’Est, puis emprunte sur 155 km le cours de la rivière Saguenay vers l’Est jusqu'à la hauteur de Tadoussac où il conflue avec le fleuve Saint-Laurent.

## Toponymie
La dénomination Cran Cassé associée au lac et à la rivière évoque la présence d'un rocher haut de 65 m qui se dresse abruptement sur la presqu'île au centre du lac. Au Canada français, l'un des sens habituels de cran est celui de rocher découpé perpendiculairement, en falaise. Les noms du lac et de la rivière étaient indiqués sur la carte Côte nord du St-Laurent publiée par le ministère des Terres et Forêts en 1934, sous les formes de Lac Cran-Cassé et de Rivière Cran-Cassé.
Le toponyme de rivière du Cran Cassé a été officialisé le 5 décembre 1968 à la Banque des noms de lieux de la Commission de toponymie du Québec.